# Alto de la Sierra
Alto la Sierra es una pequeña localidad argentina de la provincia de Salta, dentro del departamento Rivadavia.
Gran parte de su población son originarios, que se dedican sobre todo a la ganadería en pequeña escala.

## Ubicación
Se encuentra a más de 70 km al sudeste de la localidad de Santa Victoria Este, a través de un camino que dirige a la localidad formoseña de General Mosconi.

## Población
Contaba con 781 habitantes (Indec, 2001). En el censo anterior de 1991 el área figuraba como población rural dispersa.

## Sismicidad
La sismicidad del área de Salta es frecuente y de intensidad baja, y un silencio sísmico de terremotos medios a graves cada 40 años